# 片岡物産
片岡物産株式会社（かたおかぶっさん、KATAOKA & CO., LTD.）は、日本の食料品・飲料の輸入・生産・販売を扱う企業。
1960年（昭和35年）3月1日設立。
コーポレート・スローガン（キャッチコピー）は、「おいしいひとときを、世界から」。

## 沿革
- 1960年 - 設立。
- 1965年 - 英国「トワイニング」紅茶の日本総代理店となる。
- 1977年 - オランダ「バンホーテン」ココアの日本総代理店となる。
- 1978年 - 「アストリア」スティックコーヒー発売。
- 1984年 - 「モンカフェ」ドリップコーヒー発売。
- 1987年 - ロサンゼルスに現地法人KATAOKA（U.S.A）Inc.設立
- 1998年 - 本社ビル竣工、CI導入。原材料輸入業務を行う食料事業部を設立。
- 2005年 - 欧州駐在員事務所を開設。
- 2007年 - 英国トワイニング社と合弁会社「トワイニング・ジャパン株式会社」を設立。
- 2009年 - 丸の内ブリックスクエアにエシレ・メゾン デュ ブール」開店。
- 2010年 - 創業50周年を機に新CI導入。中国「天水長城果汁社」の日本総代理店となる。
- 2011年 - オランダ「バンホーテン」商標の永久使用権取得。
- 2012年 - 阪急百貨店うめだ本店に「エシレ・マルシェ オ ブール」開店。
- 2014年 - 京都市に「辻利」京都店を開店。
- 2016年 - 宇治市に「辻利」宇治本店を開店。
- 2018年 - 伊勢丹新宿店に「エシレ・パティスリー オ ブール」開店。
- 2019年 - 渋谷スクランブルスクエアに「エシレ・パティスリー オ ブール」開店。
- 2020年 - JR名古屋タカシマヤに「エシレ・パティスリー オ ブール」開店。
- 2021年 - 横浜髙島屋に「エシレ・パティスリー オ ブール」開店。
- 2021年 - 西武池袋店に「エシレ・パティスリー オ ブール」開店。
- 2023年 - 麻布台ヒルズに「エシレ・ラトリエ デュ ブール」開店。

## コーポレート スローガン
- 「おいしいひとときを、世界から」（2010年〜）

## 事業所
- 本社／東京
- 国内支店・営業所／東京、大阪、札幌、仙台、埼玉、名古屋、広島、福岡
- 海外事業所／ロンドン、ブエノスアイレス、サンチャゴ、ミラノ ほか

## 輸入及び生産商品

### 飲料
- トワイニング（紅茶）
- モンカフェ（ドリップコーヒー）
- バンホーテン（ココア）
- 辻利（日本茶）
- 匠のドリップコーヒー（ドリップコーヒー）

### 食料品
- エシレ（バター）
- セゾン デュ フリュイ（フルーツ菓子）